# Keresztényszociális Párt
A Keresztényszociális Párt (Christlich-Soziale Partei vagy röviden CSP) Ausztriában egy történelmi politikai párt, amelyet az osztrák kereszténydemokrácia megalapozásában játszott szerepe miatt ismernek. A pártot az 1890-es évek végén alapították, és azóta is az osztrák politikai színtér fontos résztvevője.

## Eredete
A CSP eredetileg a keresztényszociális eszme iránt elkötelezett katolikusokból és más keresztény vallású emberekből állt. A párt a keresztény tanításokat és értékeket vallotta, és a társadalmi igazságosság és a szolidaritás elveit hirdette. Fontos volt számukra az oktatás, az egészségügy, a munkajogok és a szociális juttatások terén történő reformok végrehajtása.

## Az első világháború után
Az első világháború után az CSP részt vett az Osztrák-Magyar Monarchia összeomlását követő politikai átalakulásban. 1918-ban Friedrich Hillegeistet választották meg az osztrák nemzetgyűlés elnökének, és a CSP fontos szereplője volt az Osztrák Köztársaság megalapításának. Az ő irányítása alatt a párt kereszténydemokrata értékeket hirdetett, és az osztrák politikában meghatározó szerepet játszott.
A CSP későbbi évtizedekben is részt vett az osztrák kormányokban és parlamentben. A párt név- és szervezeti változásokon ment keresztül az évek során, és 1933-ban átalakult az Osztrák Néppárttá (Österreichische Volkspartei vagy ÖVP), amely továbbra is az osztrák kereszténydemokrácia vezető ereje.

## Mostani időszak
Az ÖVP azóta is egy meghatározó politikai erő Ausztriában, és különböző időszakokban vezette az osztrák kormányokat. A párt továbbra is a kereszténydemokrácia alapelveit vallja, és az osztrák politikai palettán központi szerepet játszik.

## Elnökei
Karl Lueger: Karl Lueger volt a CSP egyik alapítója és az egyik korai vezetője. Ő volt a bécsi polgármester 1897 és 1910 között. Lueger a pártot nagyban befolyásolta és népszerűsítette a bécsi politikában.
Ignaz Seipel: Ignaz Seipel volt a CSP egyik kiemelkedő vezetője az első világháború után. Ő volt az osztrák kancellár (miniszterelnök) 1922 és 1924 között, majd ismét 1926 és 1929 között. Seipel aktív résztvevője volt az osztrák politikai életnek és a pártvezetője volt a CSP-nek az 1920-as és 1930-as években.
Leopold Figl: Leopold Figl volt az osztrák kancellár 1945 és 1953 között, és ő is a CSP tagja volt. Ő vezette az osztrák kormányt a második világháború utáni újjáépítés és stabilizálás idején.
Julius Raab: Julius Raab az osztrák kancellár 1953 és 1961 között, és szintén a CSP tagja volt. Ő is fontos szerepet játszott az osztrák gazdaság növekedésének és modernizációjának ösztönzésében.